# André Dierickx
Pour les articles homonymes, voir Dierickx.
André Dierickx est un coureur cycliste belge, né le 29 octobre 1947 à Audenarde. Professionnel de 1969 à 1981, il a notamment remporté la Flèche wallonne en 1973 et 1975.

## Palmarès

### Palmarès amateur
- 1968
  - Zesbergenprijs Harelbeke
  - 4e et 6e étapes du Tour de Belgique amateurs
  - Tour des Flandres amateurs
  - 2e étape du Tour du Limbourg amateurs
  - 3e de Gand-Wervik

### Palmarès professionnel
- 1969
  - 3ea étape du Tour de Romandie
  - Grand Prix Marcel Kint
  - 2e de Renaix-Tournai-Renaix
- 1970
  - Grand Prix de la Banque
  - Grand Prix Pino Cerami
  - Nokere Koerse
  - Circuit des régions flamandes
  - Flèche côtière
  - 1re étape du Grand Prix du Midi libre
  - Gullegem Koerse
  - Grote Prijs Dr. Eugeen Roggeman
  - Grand Prix Beeckman-De Caluwé
  - 2e du Trèfle à Quatre Feuilles
  - 2e de la Wingene Koers
  - 2e du Grand Prix d'Isbergues
  - 3e du Circuit Het Volk
  - 3e de l'Amstel Gold Race
  - 3e du Championnat de Zurich
  - 3e du Samyn
  - 4e de Paris-Roubaix
  - 9e de la Flèche wallonne
- 1971
  - Grand Prix de Denain
  - Bruxelles-Biévène
  - Tour de l'Oise :
    - Classement général
    - 2eb étape

  - 2e et 4e étapes du Critérium du Dauphiné libéré
  - Flèche de Liedekerke
  - Tour de Luxembourg :
    - Classement général
    - 2e étape

  - Circuit du Houtland
  - 2e du Grand Prix d'Antibes
  - 2e du Circuit des Ardennes flamandes - Ichtegem
  - 2e de la Coupe Sels
  - 3e de la Ruddervoorde Koerse
  - 3e du Grand Prix du Midi libre
- 1972
  - 4ea étape de Paris-Nice
  - 1re étape du Tour de Belgique
  - Heusden Koers
  - 2e du Circuit Het Volk
  - 2e du Tour des Flandres
  - 2e de Paris-Roubaix
  - 2e de la Coupe Sels
  - 5e des Quatre Jours de Dunkerque
  - 8e de Milan-San Remo
  - 10e du Super Prestige Pernod
- 1973
  - Flèche wallonne
  - Championnat de Zurich
  - Grote Prijs Dr. Eugeen Roggeman
  - 6e du Grand Prix de Francfort
  - 6e du Tour de Lombardie
- 1974
  - Le Samyn
  - Ruddervoorde Koerse
  - Grand Prix de Péruwelz
  - Grand Prix de la ville de Zottegem
  - Wingene Koers
  - 2e du Grand Prix de Hannut
  - 2e de la Flèche de Leeuw
  - 2e du Circuit de la vallée de la Senne
  - 4e de Paris-Bruxelles
  - 6e de Paris-Roubaix
  - 6e des Quatre Jours de Dunkerque
  - 7e du Grand Prix de Francfort
  - 8e de la Flèche wallonne
  - 9e de Paris-Tours
- 1975
  - Grand Prix de Wallonie
  - Flèche wallonne
  - 1re étape du Tour d'Indre-et-Loire
  - Grand Prix du canton d'Argovie
  - Grand Prix Beeckman-De Caluwé
  - 2e du Grand Prix Union Dortmund
  - 2e de la Heusden Koers
  - 2e de la Course des raisins
  - 2e du Textielprijs Vichte
  - 2e du Circuit du Houtland
  - 3e du Grand Prix de Denain
  - 3e de Paris-Roubaix
  - 3e de Paris-Bruxelles
  - 5e de Liège-Bastogne-Liège
  - 6e du Grand Prix de Francfort
  - 6e du Tour de Suisse
  - 8e du Championnat de Zurich
- 1976
  - Grand Prix Union Dortmund
  - Grand Prix Beeckman-De Caluwé
  - 2e du Circuit Escaut-Durme
  - 2e de Hyon-Mons
  - 2e du Circuit de la région linière
  - 8e de la Flèche wallonne
  - 10e du Tour des Flandres
- 1977
  - 1re étape de l'Étoile de Bessèges
  - Grand Prix d'Antibes
  - Puivelde Koerse
  - Flèche de Leeuw
  - 2e de Liège-Bastogne-Liège
  - 2e du Tour du Condroz
  - 2e du Grand Prix franco-belge
  - 3e du Grand Prix de la ville de Vilvorde
  - 4e du Grand Prix de Francfort
  - 5e de Paris-Bruxelles
  - 6e des Quatre Jours de Dunkerque
- 1978
  - Classement général du Tour de Belgique
  - 5e de Paris-Tours
  - 6e de Paris-Bruxelles
  - 9e du championnat du monde sur route
- 1979
  - Prologue du Tour d'Andalousie (contre-la-montre par équipes)
  - 1re étape du Tour de Belgique (contre-la-montre par équipes)
  - Circuit du Brabant occidental
  - 8e étape du Tour de Suisse
  - 2e de Paris-Bruxelles
  - 6e des Quatre Jours de Dunkerque
- 1981
  - 2e des Trois Jours de La Panne

## Résultats sur les grands tours

### Tour de France
3 participations 
- 1972 : hors délais (8e étape)
- 1974 : 55e
- 1979 : abandon (16e étape)

### Tour d'Italie
1 participation 
- 1973 : 40e